# Laboratorio Nacional Lawrence Berkeley
El Laboratorio Nacional Lawrence Berkeley (conocido por sus siglas en inglés LBNL, Lawrence Berkeley National Laboratory) originalmente era conocida bajo la denominación; "Laboratorio de Radiación Berkeley" pero más conocido como el Berkeley Lab o solamente LBL, es un laboratorio nacional del Departamento de Energía de los Estados Unidos que realiza investigaciones científicas clasificadas como no confidenciales. El LBNL opera y es administrado por la Universidad de California; ostenta la distinción de ser el más antiguo de los laboratorios nacionales del Departamento de Energía de los Estados Unidos.
El laboratorio fue fundado como Laboratorio de Radiación (del inglés: Radiation Laboratory) de la Universidad de California, asociado con el Departamento de Física, el 26 de agosto de 1931 por Ernest Orlando Lawrence como un lugar para centrar la investigación en física en torno a su nuevo instrumento, el ciclotrón (un tipo de acelerador de partículas por el que ganó el Premio Nobel de Física en 1939).